# Yokohama Specie Bank

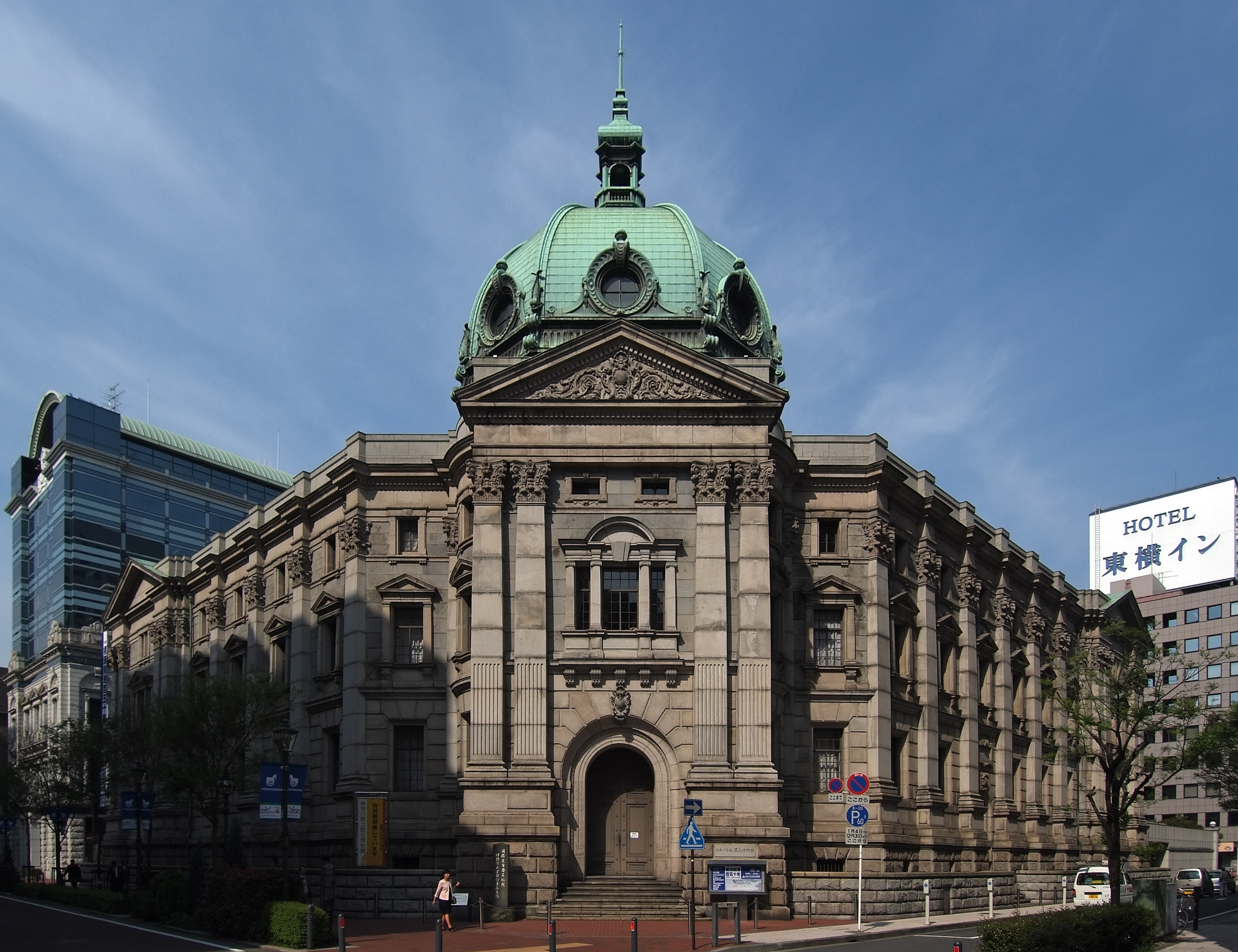
Hauptsitz der Yokohama Specie Bank (erbaut 1904, Architekten: Morinaka Tsumaki und Oto Endo; heute: Kanagawa Museum für Kulturgeschichte)

Die Yokohama Specie Bank (jap. 横浜正金銀行, Yokohama Shōkin Ginkō, kurz: YSB) war eine japanische, halbstaatliche Außenhandelsbank. Nach 1895 war ihre Hauptaufgabe die Finanzierung und Förderung des Handels mit China, während die Londoner Filiale als japanische Zentralbank in Europa agierte.
Die US-Besatzungsbehörde (SCAP) organisierte das Institut 1947 zur Tōkyō Ginkō um, die heute Mitsubishi Tōkyō UFJ Ginkō heißt.

## Gründung und Kapital
Im November 1879 beantragte Nakamura Michita (中村 道太) als Sprecher eines Konsortiums von 23 Kapitalisten, gemäß den Bestimmungen des National Banking Law eine mit drei Millionen Silber-Yen (¥) kapitalisierte Bank zu gründen, deren Geschäftszweck die Finanzierung des Außenhandels, Geldwechsel und Bereitstellung von Papiergeld im ost-asiatischen Raum sein sollte. Typisch für die zu der Zeit üblichen staatlichen Unterstützung großkapitalistischer Unternehmungen beteiligte sich die Regierung mit einem Drittel des Kapitals. Der Betrieb wurde am 23. Februar 1880 aufgenommen. Nakamura leitete das Institut bis 1882. Ihm folgte für ein halbes Jahr Ono Mitsukage (小野 光景). Die Firma war ursprünglich auf zwanzig Jahre angelegt, dies wurde 1900 um den gleichen Zeitraum verlängert. Wie bei allen halbstaatlichen Banken (tokusho ginkō) war Ausländern der Erwerb von Anteilen nicht gestattet.
Angesichts der besonderen Aufgaben der YSB wurde im Juli 1887 eine spezielle Verordnung (Nr. 29) zur Regelung der Aufgaben erlassen. Ein regierungseigener Revisor wurde bestellt. Seine halbjährliche geprüfte Bilanz wurde veröffentlicht. Man erhielt die exklusive Beauftragung zur Abwicklung von Auslandsgeschäften. Die Nationalbank Nippon Ginkō (Nichigin) subventionierte die YSB durch den Rediskont von Auslandswechseln, Devisen usw. zu nur 2 %. Der staatliche Auftrag und das Geschäftsgebaren der Bank von 1895 bis 1945 passt zu der Theorie, dass der Imperialismus die höchste Form des Kapitalismus darstellt.
Das Betriebskapital wurde mehrfach erhöht, erstmals 1887 auf sechs Millionen (4½ eingezahlt). Ende 1899 waren zwölf Millionen erreicht. Der Umsatz stieg von 1,43 Milliarden 1893 auf 7,19 Milliarden nur fünf Jahre später. Bis September 1911 stieg das Kapital auf 48 Mio. ¥ (davon 30 Mio. eingezahlt) zusätzlich befanden sich im Reservefonds 20,4 Millionen. Von 1898 bis zum Ersten Weltkrieg schüttete man eine konstante Dividende von zwölf Prozent aus. Im Jahre 1920 war das Bankhaus mit einhundert Millionen (61 eingezahlt) kapitalisiert.

### Führungskräfte
Die für den sich entwickelnden Hochkapitalismus der späten Meiji- und Taishō-Zeit übliche Verquickung zwischen Großbanken, Zaibatsu und Regierungsämtern ist in der Führungsriege der YSB auffällig. Zu den Präsidenten der Bank gehörten:
1883 bis 1890 war Hara Rokuro (1844–1933), einer der ersten Japaner, der nach der Öffnung in Europa studiert hatte, wohl einer der bedeutendsten Geschäftsmänner seiner Zeit. Sonoda Kōkichi (Präs. 1890–1897) begann seine Karriere im Außenministerium, als Konsul in London hatte er ein halbes Jahr bei der Bank von England hospitiert. Ihm folgte Sōma Nakatane bis 1906. Zusammen mit Manager Koizumi Shinkichi übersah er die Ausweitung des Geschäfts auf dem Festland. Baron Takahashi Korekiyo (* Juli 1854) begann 1895 als Manager, wurde 1896 Direktor, Vize 1897. Dasselbe Amt hielt er zugleich bei Nippon Ginkō, dann war er in Personalunion auch Präsident der YSB. Er war später mehrfach Finanzminister erstmals im Yamamoto-Kabinett 1913/14, führend in der Rikken Seiyūkai und Premierminister 1921/22. Der um 1904 zum Inlands-Direktor aufgestiegene Sutokeru Takahashi war ein Rechtsanwalt, der in den Fukuoka-Klan adoptiert worden war. Tsuchiko Kionjiro begann seine Karriere bei der Nippon Ginko, war dann stellvertretende Filialleiter in London. Im Juli 1897 erkor man ihn zum Vize, ab Juni 1912 war er Präsident, er trat aber bald erkrankt zurück. Vicomte Yatarō Mishima, war ein Direktor ab 1897, Präsident 1911 bis 1913, danach Chef der Nippon Ginko. Inoue Junnosuke (* 1866) war Vize 1911 bis 1913, danach Präsident bis 1919. Er engagierte sich politisch ebenfalls in der Seiyūkai und wurde als Vorsitzender des Mitsui-Zaibatsu beim Zwischenfall am 15. Mai 1932 getötet. Für Iwasaki Koyata (1879–1945, Baron) war der Präsidentenposten nur einer von vielen; er wurde später Außenminister, erbte die Vorstandschaft des Mitsubishi-Zaibatsu. Kajiwara Nakaji (1919–22) kam ebenfalls von der Zentralbank und übernahm später auch die Leitung derselben. Kodama Kenji (児玉謙次) war 14 Jahre bis 1936 im Amt. Ōkubo Toshikata, Sohn des Politikers Ōkubo Toshimichi, begann seine Karriere in der Londoner Filiale, die er ab 1923 leitete. Die YSB führte er im Krieg bis 1943.
Zum Stichtag 30. September 1945 war der kaiserliche Haushalt der größte Anteilseigner.

## Banknotenemissionen in China

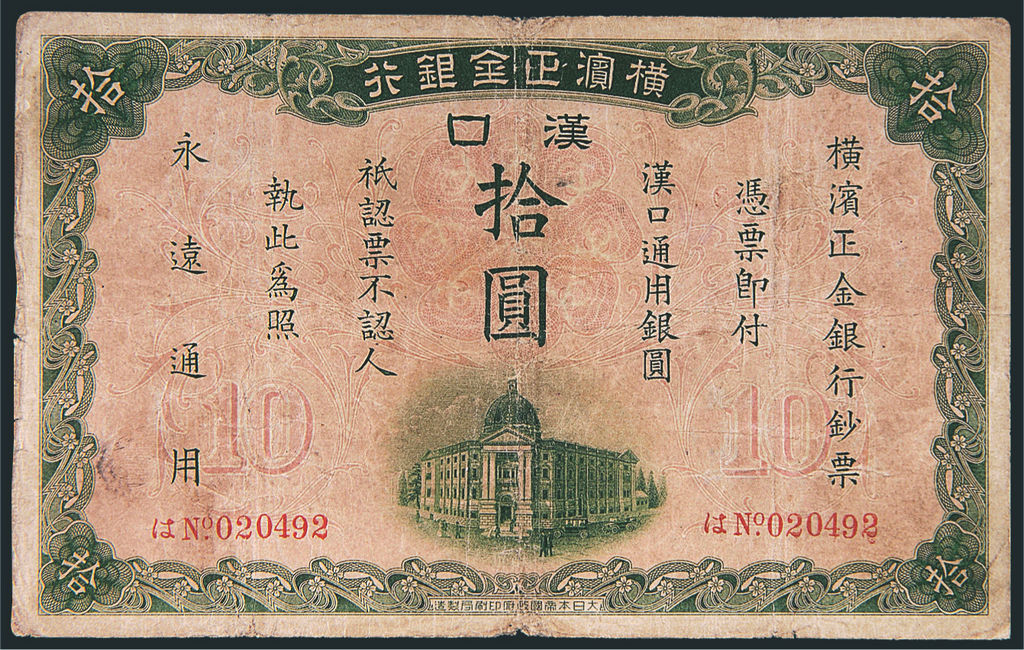
10-Yüan-Note der Filiale Hankow (Serie 1917).

Das Recht, in Übersee Noten auszugeben, wurde der YSB im September 1901 erteilt. Die Emissionen mussten zu einem Drittel in der ausgebenden Filiale gedeckt sein. Insgesamt wurden in neun Niederlassungen am chinesischen Festland Noten ausgegeben, die sich im Design ähnelten und die 1917/18 durch neue Serien ersetzt wurden. Beginnend in Tientsin im November 1902 (Filiale seit Aug. 1899) und Shanghai (Filiale 1893) begab man Silber-gedeckte Noten, die in Dollars oder Tael denominiert waren. Mit Beginn des Russisch-Japanischen Kriegs kamen zur lokalen Kriegsfinanzierung der Kwantung-Armee Noten hinzu, die in der Mandschurei zirkulierten. Ausgegeben wurden vom Militär Scheine zu 10, 5 und 1 Yen sowie 50, 20 und 10 sen. Zur Deckung der Noten überwies das Finanzministerium 15¼ Millionen ¥. 1906 folgte eine neue Verordnung bezüglich der Emission von Banknoten im besetzten Gebiet. 1912 waren noch knapp zwei Millionen dieser Noten nicht eingelöst, 1920 noch 900.000, davon geschätzt aber nur noch 300.000 im Umlauf.
Es folgten silbergedeckte Noten in Peking (1910), dem besetzten Tsingtau (1915), Hankow (1917; heute: Wuhan), Tsinan (1920) und Harbin (1921). Insgesamt wurden mindestens 88 verschiedenen Typen emittiert. Das seit 1913 ausgeübte Recht in Dairen (russ.: Dalny) Noten auszugeben, wurde an die Chōsen Ginko abgetreten, die goldgedeckten Scheine der YSB blieben aber bis 30. November 1917 gesetzliches Zahlungsmittel in den besetzten Gebieten von Kwangtung. Zugleich schloss man die 1907 eröffnete Filiale in Andong. Als die Regierung Yuan Shikais 1916 die Konvertibilität chinesischer Noten aufhob, stieg der Bedarf an „gutem Geld“ und damit der Umlauf der von der YSB emittierten Scheine in ganz China. Gesamtsumme 1915: 7 Millionen Gold-Yen, Ende 1916: 18 Mio., Mitte 1919 um 20 Mio., in den nächsten Jahren schnell abnehmend, dann 1928–31 nochmal auf durchschnittlich 13 Mio. steigend, um danach bis zur Abschaffung Anfang 1936 abzunehmen. Die Emissionen der Bank waren nie als „Besatzungsgeld“ angelegt, sondern bedienten den tatsächlich vorhandenen lokalen Bedarf in einer politisch und wirtschaftlich chaotischen Zeit, als „China“ mehr als geographischer Begriff denn als Staat existierte.

## Geschäftsbetrieb

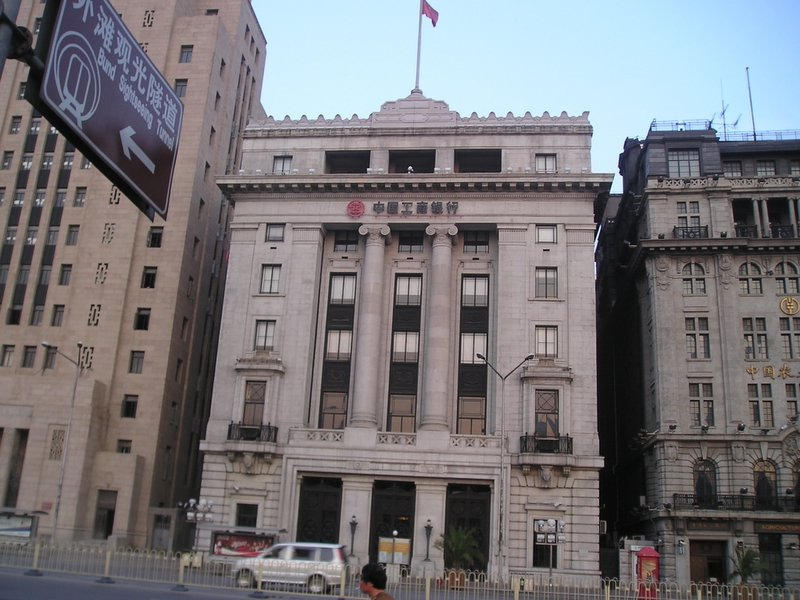
Ehemalige Filiale in Shanghai am Bund 24 (heute: Industry and Commerce Bank of China)

Nach der Hauptstelle in Yokohama eröffnete man eine erste Filiale im Juni 1880 in Kōbe. Schnell bedeutend wurde die Filiale im mandschurischen Niu-chiang. Es folgte die sukzessive Eröffnung ausländischer Filialen an internationalen Finanz- und Handelsplätzen, bis 1917: in London, Bombay (Agentur 1894), Hongkong (Agentur 1896, Filiale 1900), Lyon, San Francisco, Hawaii, Buenos Aires, Rangun, Surabaya. Dazu kamen noch Agenturen in New York, Kalkutta, Sydney, Tsingtao, der Mandschurei und in China. Die Bank durfte im eigentlichen Japan keine Einlagen Privater annehmen. Vor 1900 befanden sich etwa 60 % der Einlagen in Filialen in Europa, ein Viertel in Amerika und rund 6 % in Indien. Durch den Aufbau mehrerer Filialen auf dem chinesischen Festland, verschob sich das Verhältnis zu Lasten Amerikas bis 1913 dahingehend, dass etwa ein Drittel der Depositen in (geographischen) China lagen. Unmittelbar nach dem Ersten Weltkrieg war die YSB die profitabelste Bank Japans. Zu dieser Zeit war man mit etwa 350 Korrespondenzbanken weltweit verbunden.
Unmittelbar nach der Gründung – die Bank von Japan entstand erst zwei Jahre später – war es Aufgabe der YSB durch Abgabe von Silbermünzen, den rapiden Preisanstieg, der durch den Überfluss von immer schneller verfallenden uneinlösbare Noten von 1879/80, die man für die Abfindung der Samurai emittiert hatte, zu bremsen. Diesen Versuch, den Silberpreis niedrig zu halten, musste man im Februar 1881 beenden.
Im März 1886 wurde der Bank die Konzession zur Durchführung der kurzlebigen Staats-Lotterie erteilt. Auch die gesamte chinesische Kriegsentschädigung wurde in mehreren Tranchen in die Filiale in London bezahlt. Seit 1896 fungierte diese Filiale als japanische Staatsbank am damals wichtigsten Finanzplatz der Welt. Nachdem durch Gesetz 101 vom April 1899 die Platzierung von japanischen Auslandsanleihen begonnen hatte, wurde dies ein wichtiger Aufgabenbereich, hauptsächlich der Londoner Filiale.
Anti-Kolonialismus in China nahm seit den Protesten gegen die Einundzwanzig Forderungen immer wieder die Form des Boykotts japanischer Firmen an, so auch in der Bewegung des vierten Mai ab 1919 und 1931 nach dem Wanpaoshan-Zwischenfall (万宝山事件). Die chinesischen Filialen der Bank waren vom Umsatzrückgang stark betroffen. Trotz des Boykotts lag der Gewinn im ersten Halbjahr 1932 bei 11,2 Mio. Yen, die Dividende bei 10 %.

### Mandschurei/Mandschukuo

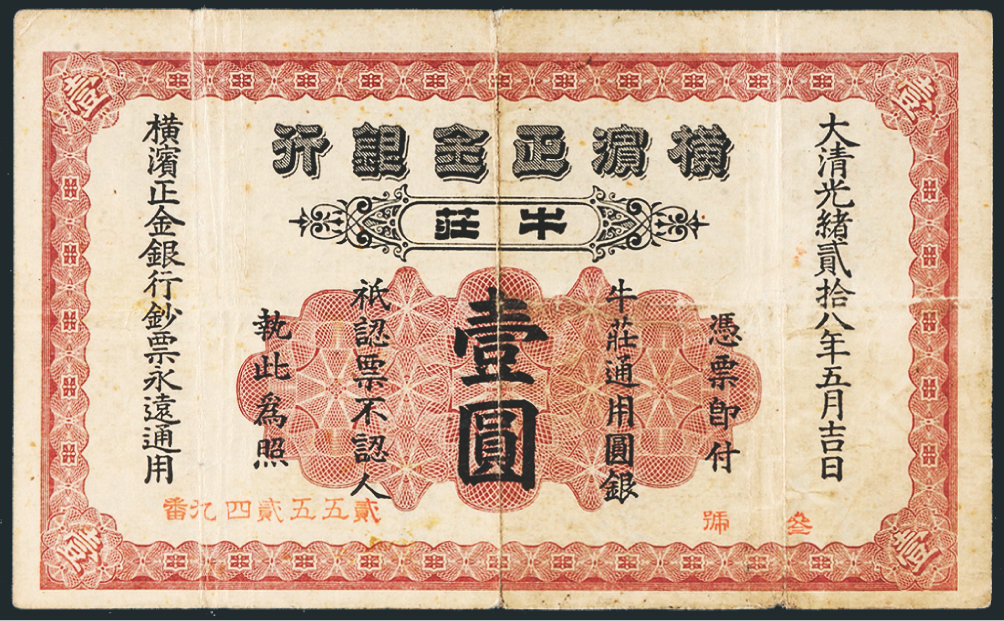
1-Yüan-Note (Serie 1917–1930). Rückseite Englisch “1 Dollar Local Currency”

Die 1906 gegründete Filiale in Dairen wuchs schnell, man hatte 1918 rund fünfzig Beschäftigte. Immer wichtiger wurde die Exportförderung durch günstige Zinssätze für japanische Großunternehmen, die in der Region expandieren wollten. Besonders nach 1931 finanzierte man zahlreiche Großprojekte der südmandschurischen Eisenbahn bzw. des Staates Mandschukuo mit.

### Weltwirtschaftskrise und Kriegswirtschaft

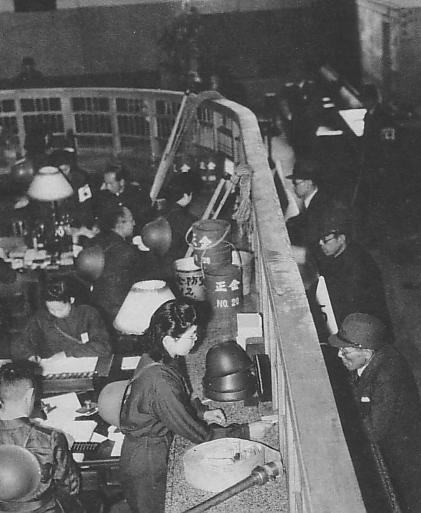
Schalterhalle 1944

Der gesamte japanische Außenhandel wurde durch die Kriegsgesetzgebung 1938 vollkommen unterstaatliche Kontrolle gestellt, die YSB war ausführendes Organ der Wirtschaftskontrolle.
Am 19. Juli 1938 stellte die Nationalbank der Bank 300 Millionen ¥ für einen Außenhandelsfond zur Verfügung. Am 6. Mai 1941 schlossen Japan mit der Verwaltung Französisch-Indochinas ein Handelsabkommen, wonach die gegenseitigen Ex- und Importe per Clearing-Verfahren zwischen der Banque Indochina und der YSB verrechnet wurden.
Während der japanischen Besetzung Hongkongs, wurden nur zwei Banken, die Yokohama Specie Bank und die Bank of Taiwan, wiedereröffnet, während die übrigen Banken von den Japanern liquidiert wurden. Im besetzten Niederländisch-Indien übernahm das Institut den Betrieb der Geschäftsbanken (die Sparkassen übernahm eine Syomin Ginkō).